# Angiopteris undulato-striata
Angiopteris undulato-striata là một loài dương xỉ trong họ Marattiaceae. Loài này được Hieron. mô tả khoa học đầu tiên năm 1920.